# ان‌بی‌سی یونیورسال

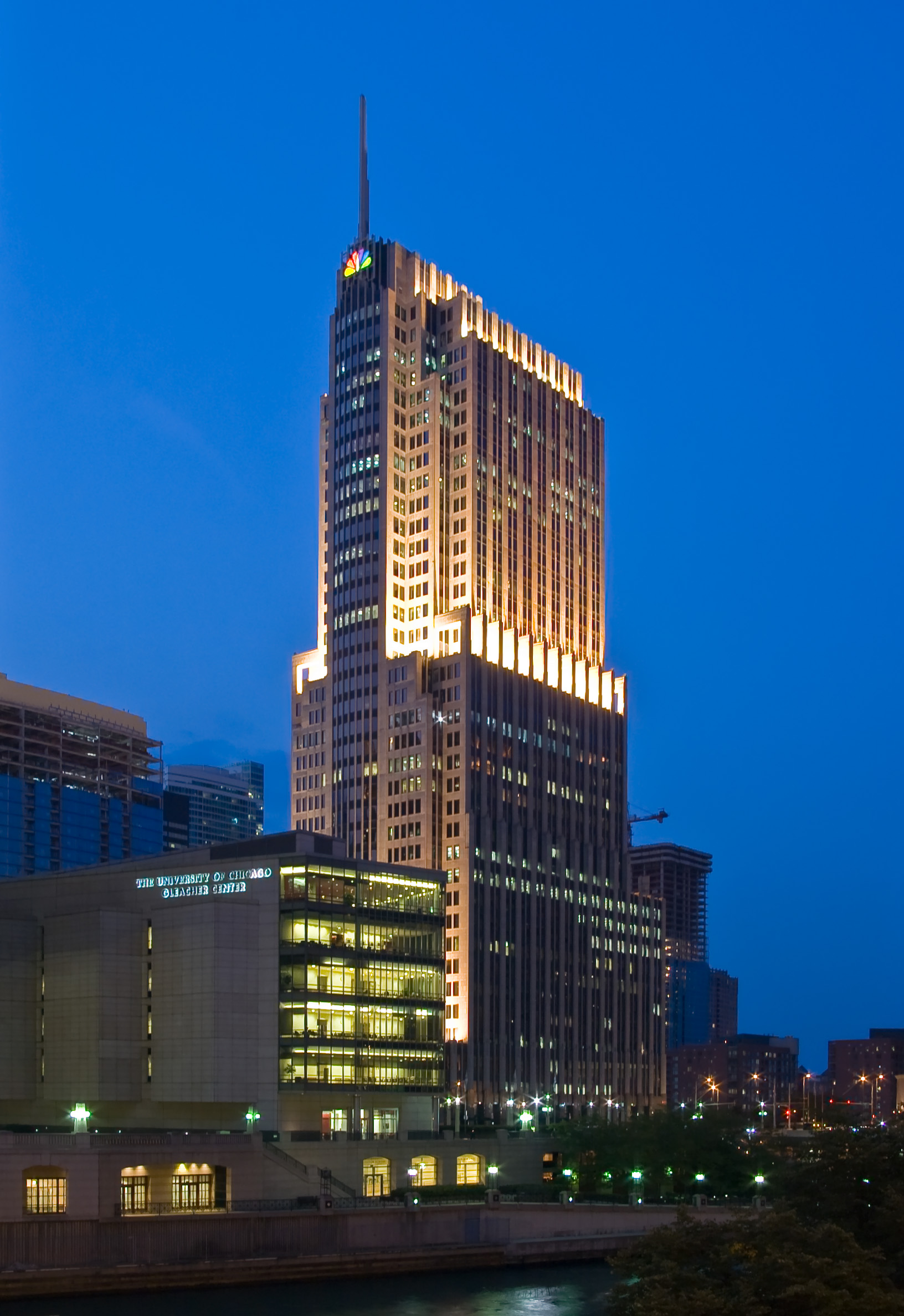
ساختمان اداری ان‌بی‌سی یونیورسال در شیکاگو

ان‌بی‌سی یونیورسال (به انگلیسی: NBCUniversal) شرکت رسانه آمریکایی است که در حوزه‌های مدیریت رسانه‌های گروهی، ارائه خدمات سرگرمی، گردشگری و برنامه‌های تفریحی، تولید و پوشش خبری و اطلاع‌رسانی، فعالیت می‌کند. دفتر مرکزی این شرکت در ساختمان جی‌ئی، در شهر نیویورک قرار دارد.
شرکت ان‌بی‌سی یونیورسال در سال ۲۰۰۴ در پی ادغام شرکت‌های ان‌بی‌سی و ویوندی یونیورسال تأسیس شد، که مالکیت سهام شرکت ادغامی به‌طور مشترک در اختیار شرکت‌های جنرال الکتریک (۵۱٪) و ویوندی (۴۹٪) قرار داشت. در سال ۲۰۱۱ شرکت کامکست اقدام به خریداری سهام ویوندی در ان‌بی‌سی یونیورسال نمود. کامکست در ماه مارس ۲۰۱۳ با خریداری کلیه سهام جنرال الکتریک در ان‌بی‌سی، کنترل۱۰۰٪ درصد سهام ان‌بی‌سی یونیورسال را در اختیار گرفت.
ان‌بی‌سی یونیورسال در حال حاضر مالک چندین شبکه تلویزیونی، شبکه‌های کابلی، بنگاه‌های خبر رسانی، استودیوهای ضبط فیلم و موسیقی، ایستگاه‌های رادیویی و وب‌گاه می‌باشد، که برای نمونه می‌توان به ان‌بی‌سی، یونیورسال استودیوز، تلموندو، یواس‌ای نتورک، سای فای، شبکه چیلر، ئی!، ام‌اس‌ان‌بی‌سی، ان‌بی‌سی نیوز و هیولو اشاره کرد.